# Suore maestre di Santa Dorotea, figlie dei Sacri Cuori
Le Suore maestre di Santa Dorotea, figlie dei Sacri Cuori sono un istituto religioso femminile di diritto pontificio: i membri di questa congregazione, dette popolarmente Dorotee di Vicenza, pospongono al loro nome la sigla S.D.VI.

## Storia

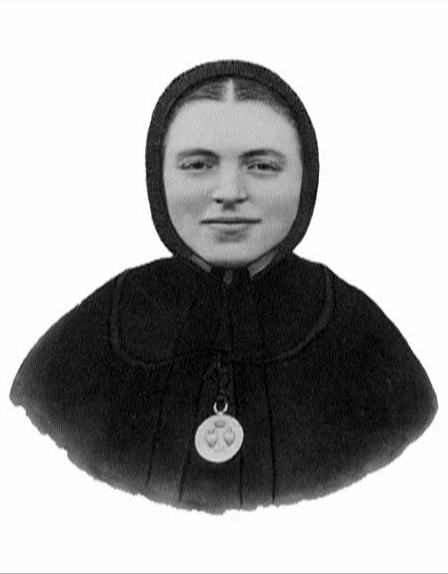
Maria Bertilla Boscardin, suora dell'istituto, proclamata santa nel 1961

La congregazione venne fondata dal sacerdote italiano Giovanni Antonio Farina (1803-1888), divenuto in seguito vescovo di Treviso e di Vicenza, che l'11 novembre 1836 affidò la scuola di carità della parrocchia di San Pietro a Vicenza a una comunità di tre giovani donne dell'opera di Santa Dorotea, promossa da Luca Passi, intenzionate ad abbracciare la vita religiosa.
L'istituto ricevette il pontificio decreto di lode da papa Gregorio XVI il 1º marzo 1839; le sue costituzioni, già approvate il 2 maggio 1905, sono state riviste dopo il Concilio Vaticano II e nuovamente approvate il 18 giugno 1982.
Tra i suoi membri illustri va ricordata Maria Bertilla Boscardin, canonizzata nel 1961 da papa Giovanni XXIII; nel 2014 il fondatore Giovanni Antonio Farina è stato proclamato santo da papa Francesco.

## Attività e diffusione
Le Dorotee di Vicenza si dedicano all'istruzione e all'educazione cristiana della gioventù; gestiscono scuole, prestano servizio presso alcuni ospedali e altre istituzioni.
Oltre che in Italia, sono presenti in America del Sud (Brasile, Colombia, Ecuador, Messico), in Africa (Costa d'Avorio), in Asia (Giordania, Israele, India, Palestina, Siria), e in altri paesi d'Europa (Polonia, Spagna, Svizzera, Ucraina); la sede generalizia è a Vicenza.
Al 31 dicembre 2005, la congregazione contava 1.541 religiose in 179 case.